# Marzotto Group
Marzotto ist ein italienischer Textilfabrikant mit Sitz in Valdagno, Provinz Vicenza.

## Geschichte
Luigi Marzotto (1773–1869) gründete 1836 die Weberei Lanificio Luigi Marzotto & Figli als kleines Familiengeschäft mit 12 Arbeitern, begleitet von einer Gesso-Mühle, die lange Zeit das Hauptprodukt lieferte (Gesso, ein Grundiermittel für Leinwände). 1842 übernahm sein Sohn Gaetano Marzotto (1820–1910) die Firma. Unter seiner Leitung wuchs die Textilproduktion, 1869 installierte er Turbinen und 1876 war die Zahl der Angestellten auf 400 gestiegen.
Nach dem Tod von Gaetano sen. 1910 übernahm dessen Sohn Vittorio Emanuele (1858–1922) die Geschäfte. Vittorio Emanuele starb an den Folgen einer Schussverletzung. Sein Nachfolger Gaetano jun. (1894–1972) erwarb Anteile von Verwandten, um eine Zerstückelung zu verhindern. 1897 hatte die Firma 1200 Angestellte, bis 1931 stieg ihre Zahl auf 3500. Die Produktion von Stoffen verdoppelte sich, die von Garn vervierfachte sich.
1982 übernahm Pietro Marzotto die Leitung der Gruppe. Unter seiner Führung gab es eine Reihe von Firmenübernahmen: 1985 kaufte er Bassetti, 1987 Lanerossi, 1991 Hugo Boss  (15 % Anteil)  und 2002 Valentino.